# Zugangsrecht
Als Zugangsrecht bezeichnet man im Urheberrecht das Recht eines Urhebers, vom Besitzer eines Exemplars seines Werkes verlangen zu können, dass dieser ihm Zugang zu dem Werkexemplar gewährt. Im schweizerischen Urheberrechtsgesetz wird das Recht als Zutrittsrecht bezeichnet.

## Allgemeines
Das Recht gehört in den meisten Rechtsordnungen, die es anerkennen, zu den Urheberpersönlichkeitsrechten. Es dient insbesondere dazu, dass der Urheber auch dann noch Bearbeitungen seines Werkes anfertigen kann oder sich in seiner weiteren Arbeit von seinem früheren Schaffen inspirieren lassen kann, wenn er (aus welchen Gründen auch immer) kein Werkexemplar mehr als Vorlage zur Verfügung hat.
In den internationalen Abkommen zum Urheberrecht findet das Zugangsrecht keinen Niederschlag.

## Deutschland

### Norm
Das deutsche Urheberrechtsgesetz (UrhG) regelt das Zugangsrecht in § 25 UrhG:
(1) Der Urheber kann vom Besitzer des Originals oder eines Vervielfältigungsstückes seines Werkes verlangen, dass er ihm das Original oder das Vervielfältigungsstück zugänglich macht, soweit dies zur Herstellung von Vervielfältigungsstücken oder Bearbeitungen des Werkes erforderlich ist und nicht berechtigte Interessen des Besitzers entgegenstehen.
(2) Der Besitzer ist nicht verpflichtet, das Original oder das Vervielfältigungsstück dem Urheber herauszugeben.
Das Zugangsrecht fand mit dem Inkrafttreten des Urheberrechtsgesetzes am 1. Januar 1966 Eingang in das deutsche Urheberrecht; seitdem ist die Regelung unverändert geblieben. Zuvor fehlte es an einer gesetzlichen Entsprechung. Allerdings leitete der Bundesgerichtshof (BGH) bereits in einer Entscheidung aus dem Jahr 1951 ein vergleichbares Recht aus dem „unveräußerlichen Persönlichkeitsrecht“ des Urhebers ab.

### Inhalt
Das Eigentum ist das umfassendste Recht der tatsächlichen und rechtlichen Herrschaft über eine Sache, das die deutsche Rechtsordnung kennt. Nach § 903 Satz 1 des Bürgerlichen Gesetzbuchs (BGB) kann der Eigentümer einer Sache mit dieser grundsätzlich nach Belieben verfahren und andere von jeder Einwirkung ausschließen. Das „geistige Eigentum“ schützt den Urheber eines Werkes derweil auch in seiner persönlichen Bindung zu seinem Werk. Obwohl Urheberrecht und Sacheigentum am Werkoriginal ihrem Wesen nach voneinander unabhängig sind und selbständig nebeneinander stehen, ergibt sich hieraus ein gewisses Spannungsverhältnis: Weil der Eigentümer jedem den Zugang zu seinem Eigentum verwehren kann, hätte der Urheber für den Fall, dass alle existierenden Werkexemplare in fremdem Eigentum sind, mitunter überhaupt keinen Zugriff mehr auf sein Werk. Es wäre ihm gar nicht mehr möglich, sich auch nur sein bisheriges Schaffen in Erinnerung zu rufen – die urheberrechtlich geschützte Verbindung zwischen Urheber und Werk wäre faktisch durch sachenrechtliche Ansprüche Dritter gestört. Bisweilen würde die Eigentumssituation am Werk auch die Durchsetzung konkreter urheberpersönlichkeitsrechtlicher Ansprüche verhindern: So hat der Urheber nach § 12 UrhG das Recht zu bestimmen, ob und wie sein Werk zu veröffentlichen ist. Eine Veröffentlichung setzt aber eben voraus, dass dem Urheber auch ein Werkexemplar vorliegt.
An dieser Stelle setzt das Zugangsrecht an. Es verleiht dem Urheber einen Anspruch gegen den Besitzer des Werkoriginals oder eines Vervielfältigungsstücks, ihm Zugang zu diesem zu gewähren. „Zugang gewähren“ bedeutet dabei nicht, dass der Besitzer das Werk herausgeben muss (§ 25 Abs. 2 UrhG). Die Zugangsgewährung kann praktisch beispielsweise so erfolgen, dass der Besitzer dem Urheber Zutritt zu seinen Räumlichkeiten gewährt. Zeitliche und örtliche Umstände des Zugangs müssen zwischen Urheber und Besitzer abgesprochen werden.
Zentrale Voraussetzungen des Zugangsrechts sind:
- Zweckbeschränkung: Das Zugangsrecht dient nur dazu, die Herstellung von Vervielfältigungsstücken oder Bearbeitungen zu ermöglichen. Ein Zugangsrecht zu anderen Zwecken gewährt § 25 nicht.[15] Eine Besichtigung mit dem bloßen Ziel der Kontrolle, ob der Besitzer in das Werk (in ggf. urheberrechtsverstoßender Weise) eingegriffen hat, wird deshalb zum Beispiel nicht ermöglicht.[16]
- Erforderlichkeit des Zugangs: Der begehrte Zugang muss hierzu auch „erforderlich“ sein. An dieser Erforderlichkeit fehlt es, wenn dem Urheber ein anderweitiger Zugang zu seinem Werk verwehrt oder unzumutbar ist.[17] Nicht erforderlich ist der Zugang vor diesem Hintergrund trivialerweise nicht, wenn der Urheber selbst über ein Werkexemplar verfügt. Auch wenn ein Exemplar in öffentlichen Bibliotheken oder an einem öffentlichen Platz zugänglich ist, wird die Zugangsgewährung als nicht erforderlich angesehen.[18] Kommt es dem Urheber jedoch gerade auf bestimmte Details an, die auf anderen bestehenden Reproduktionen nicht nachvollziehbar sind, kann auch bei Verfügbarkeit eigener oder öffentlich zugänglicher Werkkopien noch ein Anspruch auf Zugang gegen den Besitzer des Originals bestehen.[19]
- Kein berechtigtes Gegeninteresse des Besitzers: Ein Recht auf Zugangsverschaffung besteht nicht, soweit dem „berechtigte Interessen des Besitzers entgegenstehen“. Erforderlich ist mithin eine Einzelfallabwägung zwischen den Urheberinteressen auf der einen und der ideellen wie materiellen Interessen des Besitzers auf der anderen Seite.[20] Konsequenz daraus ist etwa, dass der Urheber bei Inanspruchnahme seines Zugangsrechts Rücksicht auf die Belastung des Besitzers zu nehmen hat, woraus nicht nur folgt, dass er bei der Vereinbarung eines Zutrittstermins auf die terminlichen Verpflichtungen des Besitzers wird eingehen müssen, sondern auch, dass die Vervielfältigung des Werkstücks auf eine Weise erfolgt, die dieses möglichst nicht gefährdet.[21] Für eine gänzliche Verweigerung des Zugangs wird in der amtlichen Begründung das Beispiel einer für den Eigentümer persönlich angefertigten Arbeit („Familienbildnis oder dgl.“) gegeben.[22] In der Literatur wird diese Wertung tendenziell kritisch gesehen.[23]

In Rechtsprechung und Literatur werden verschiedene aus dem Zugangsrecht abgeleitete Pflichten diskutiert. So soll aus dem Zugangsrecht beispielsweise ein Anspruch eines bildenden Künstlers gegen einen Galeristen folgen, ihm Namen und Adresse desjenigen zu nennen, der das Werk erworben hat, um damit die Ausübung des Zugangsrechts erst zu ermöglichen. Die Vernichtung eines Werkexemplars kann aus dem Zugangsrecht nicht verhindert werden. (Dies ist dem Urheber aber mitunter aus dem Entstellverbot in § 14 UrhG möglich.) Teilweise wird jedoch zumindest eine Informationspflicht etwa eines Gebäudeeigentümers dahingehend befürwortet, dass der Architekt im Voraus auf einen beabsichtigten Abriss hinzuweisen ist, damit der Urheber noch Gelegenheit hat, sein Zugangsrecht auszuüben. Lässt der Besitzer das Werkstück hingegen gerade in der Absicht vernichten, die Wahrnehmung des Zugangsrechts zu vereiteln – man denke etwa an Briefe, deren Publikmachen die Erben des Empfängers zu verhindern suchen –, kann er sich wegen sittenwidriger vorsätzlicher Schädigung nach § 826 BGB schadenersatzpflichtig machen.
Das Zugangsrecht ist im Kern unverzichtbar.

### Bedeutung und rechtspolitische Diskussion
Das Zugangsrecht gilt für alle Werkarten. In der Praxis spielt es vor allem in Hinblick auf (unikate) Kunstwerke eine Rolle, so etwa wenn ein Architekt Zutritt zu einem von ihm geschaffenen Bauwerk begehrt, um davon Fotografien anfertigen zu können. Ein Autor oder ein Komponist wird hingegen in aller Regel ein Exemplar seiner Werke behalten. Auf eine Konstellation aus dem Bereich der Literatur weist aber etwa Wiese hin: Soll der Briefwechsel einer berühmten Persönlichkeit herausgeben werden, stellt sich mitunter das Problem, dass die Briefe der Person bei vielen unterschiedlichen Eigentümern liegen. Gleichzeitig behalten, gerade im Bereich der handschriftlichen Korrespondenz, nur die Wenigsten Kopien der von ihnen versandten Schriftstücke zurück. In diesem Fall können der Briefurheber oder seine Erben unter Umständen mithilfe des Zugangsrechts Einsicht in die Dokumente nehmen.
Ruzicka schlägt über die bestehende Norm hinaus ein die urheberrechtliche Schutzfrist überdauerndes „öffentlich-rechtlich konstruierte[s]“ Zugangsrecht vor, mit dem eine staatliche Institution in der Lage wäre, die Offenlegung einzelner Manuskripte oder sonstiger Werkstücke zu verlangen, soweit ein qualifiziertes wissenschaftliches oder künstlerisches Interesse daran besteht. Hierdurch solle dem praktischen Bedürfnis der Allgemeinheit, „auch außerhalb der urheberrechtlichen Schutzfrist Zugang zu kunstwissenschaftlich oder künstlerisch bedeutenden Werkunikaten zu erlangen“, Rechnung getragen werden.